# Josef Dahmen
Josef Dahmen (21 de agosto de 1903 - 21 de enero de 1985) fue un actor teatral, cinematográfico, televisivo y de voz de nacionalidad alemana.

## Biografía
Nacido en Solingen, Alemania, su nombre completo era Josef Jakob Dahmen. Tomó clases de actuación en 1925/26 con Erich Ziegel en Hamburgo, debutando como actor teatral en 1925 en el Hamburger Kammerspiele. En 1927/28 actuó en el Theater Münster, y en 1929 se instaló en Berlín. En esta ciudad actuó hasta el final de la guerra en diferentes teatros, entre ellos el Freie Volksbühne, el Teatro Lessing y el Deutsches Theater.
En 1930 obtuvo su primer papel cinematográfico, y en los siguientes años trabajó para la gran pantalla, aunque habitualmente en papeles de reparto. Finalizada la Segunda Guerra Mundial Dahmen regresó a Hamburgo, actuando allí en 1946/47 en el Deutsches Schauspielhaus, y en 1947/48 en el Teatro Thalia de Hamburgo dirigido por Willy Maertens, volviendo después otra vez al Schauspielhaus. 
En el cine, Dahmen continuaba haciendo papeles menores, como el de verdugo en la cinta basada en una historia de Edgar Wallace Die Bande des Schreckens, o el de dueño de una estación de servicio en la miniserie televisiva Tim Frazer, con guion de Francis Durbridge. Fue también el Primer Secretario Koldehoff en la serie criminal Hafenpolizei y el Comisario Koldehoff en Polizeifunk ruft, serie criminal con la que consiguió popularidad. 
Dahmen prestó su voz para numerosas producciones radiofónicas: Así, en 1962 trabajó en la emisión de Norddeutscher Rundfunk de tres horas de duración La isla del tesoro, según texto de R. L. Stevenson, y en la cual encarnaba a Ben Gunn; también trabajó en Winnetou, emisión basada en la obra de Karl May en la que daba voz a Tangua, y que producía Konrad Halver para el sello Europa. Anteriormente había trabajado en la versión alemana de la película de Karl May Der Schatz im Silbersee, doblando al actor yugoslavo Branko Špoljar. Igualmente fue doblador del actor Charles Laughton en el film Jamaica Inn.
Dahmen se casó el 17 de enero de 1935 con la actriz Gisela von Collande. Su hija Andrea Dahmen y su nieta Julia Dahmen son también actrices. Josef Dahmen falleció en Hamburgo, Alemania, en el año1985. Fue enterrado en el Cementerio Ohlsdorf  de esa ciudad junto a su esposa.

## Filmografía
- 1930 : Schneider Wibbel
- 1931 : M
- 1932 : Das Meer ruft
- 1933 : Der Choral von Leuthen
- 1933 : El testamento del Dr. Mabuse
- 1933 : Flüchtlinge
- 1933 : Polizeiakte 909
- 1934 : Zwischen zwei Herzen
- 1934 : Pappi
- 1934 : Heinz im Mond
- 1934 : La Paloma
- 1934 : Lockvogel
- 1934 : Liebe, Tod und Teufel
- 1935 : Nur nicht weich werden, Susanne!
- 1935 : Pygmalion
- 1936 : Verräter
- 1936 : Der müde Theodor
- 1936 : Unter heißem Himmel
- 1936 : Die fremde Hand
- 1936 : Stadt Anatol
- 1937 : Der Musikant von Dornburg
- 1937 : Mein Sohn, der Herr Minister
- 1937 : Manege
- 1937 : Unternehmen Michael
- 1938 : Großalarm
- 1938 : Mutterlied
- 1938 : Urlaub auf Ehrenwort
- 1938 : Solo per te
- 1938 : Pour le Mérite
- 1938 : Capriccio
- 1939 : Silvesternacht am Alexanderplatz
- 1939 : Legion Condor
- 1939 : Salonwagen E 417
- 1939 : Das unsterbliche Herz
- 1939 : Sensationsprozess Casilla
- 1939 : Renate im Quartett
- 1941 : Stukas
- 1941 : Ohm Krüger
- 1941 : Über alles in der Welt
- 1941 : Menschen im Sturm
- 1941 : Sechs Tage Heimaturlaub
- 1941 : Ein Windstoß
- 1942 : Diesel
- 1942 : Die goldene Stadt
- 1942 : Schicksal
- 1942 : Zwei in einer großen Stadt
- 1943 : Gefährlicher Frühling
- 1943 : Ein glücklicher Mensch
- 1943 : Besatzung Dora
- 1944 : Eine kleine Sommermelodie
- 1945 : Der Erbförster
- 1945 : Kolberg
- 1949 : Die letzte Nacht
- 1949 : Hafenmelodie
- 1950 : Dreizehn unter einem Hut
- 1950 : Die Dritte von rechts
- 1950 : Der Fall Rabanser
- 1950 : Der Schatten des Herrn Monitor
- 1950 : Export in Blond
- 1951 : Kommen Sie am Ersten
- 1951 : Der Verlorene
- 1952 : Rosen blühen auf dem Heidegrab
- 1952 : Lockende Sterne
- 1953 : Keine Angst vor großen Tieren
- 1953 : Das singende Hotel
- 1953 : Im Banne der Guarneri (TV)
- 1953 : Vergiß die Liebe nicht
- 1953 : Die verschlossene Tür (TV)
- 1954 : Eine Liebesgeschichte
- 1954 : Jenny stiehlt die Welt (TV)
- 1954 : Mannequins für Rio
- 1954 : Columbus entdeckt Krähwinkel
- 1954 : Der Mann meines Lebens
- 1955 : Unternehmen Schlafsack
- 1955 : Wie konnte mir das passieren? (TV)
- 1955 : Das Streichholz unterm Bett (TV)
- 1955 : Zwei blaue Augen
- 1956 : Skandal um Dr. Vlimmen
- 1956 : Die Ehe des Dr. med. Danwitz
- 1956 : Ein Herz kehrt heim
- 1957 : Das Herz von St. Pauli
- 1957 : Für zwei Groschen Zärtlichkeit
- 1957 : Kolportage (TV)
- 1958 : Das Mädchen vom Moorhof
- 1958 : Der Mann im Strom
- 1958 : Herz ohne Gnade
- 1958 : Die Brüder (TV)
- 1958 : 13 kleine Esel und der Sonnenhof
- 1958 : Der Maulkorb
- 1959 : I magliari
- 1959 : Buddenbrooks (2.ª parte)
- 1960 : Die Bande des Schreckens
- 1960 : Nach all der Zeit (TV)
- 1961 : Bei Pichler stimmt die Kasse nicht
- 1962 : Leben des Galilei (TV)
- 1963 : Tim Frazer (miniserie TV)
- 1963 : Wassa Schelesnowa (TV)
- 1963–1966 : Hafenpolizei (serie TV)
- 1966–1970 : Polizeifunk ruft (serie TV)
- 1968 : Über den Gehorsam. Szenen aus Deutschland (TV)
- 1969 : Weh' dem, der erbt (TV)
- 1972 : Doppelspiel in Paris (TV)
- 1972 : Nicht Lob - noch Furcht. Graf Galen, Bischof von Münster (TV)
- 1974 : Die Jungfrau von Orleans (TV)
- 1974 : Derrick (serie TV), episodio Johanna
- 1974 : Zinngeschrei (TV)
- 1979 : Eckel und Binder (corto TV)
- 1983 : Es gibt noch Haselnußsträucher (TV)